# Мурашка-жнець
Мураха-жнець (Messor) — рід мурашок, який включає понад 100 видів. Латинська назва роду походить від назви римського бога посівів і врожаю — Месора. Підземні колонії, як правило, можна знайти у відкритих полях і поблизу доріг.

## Характеристика

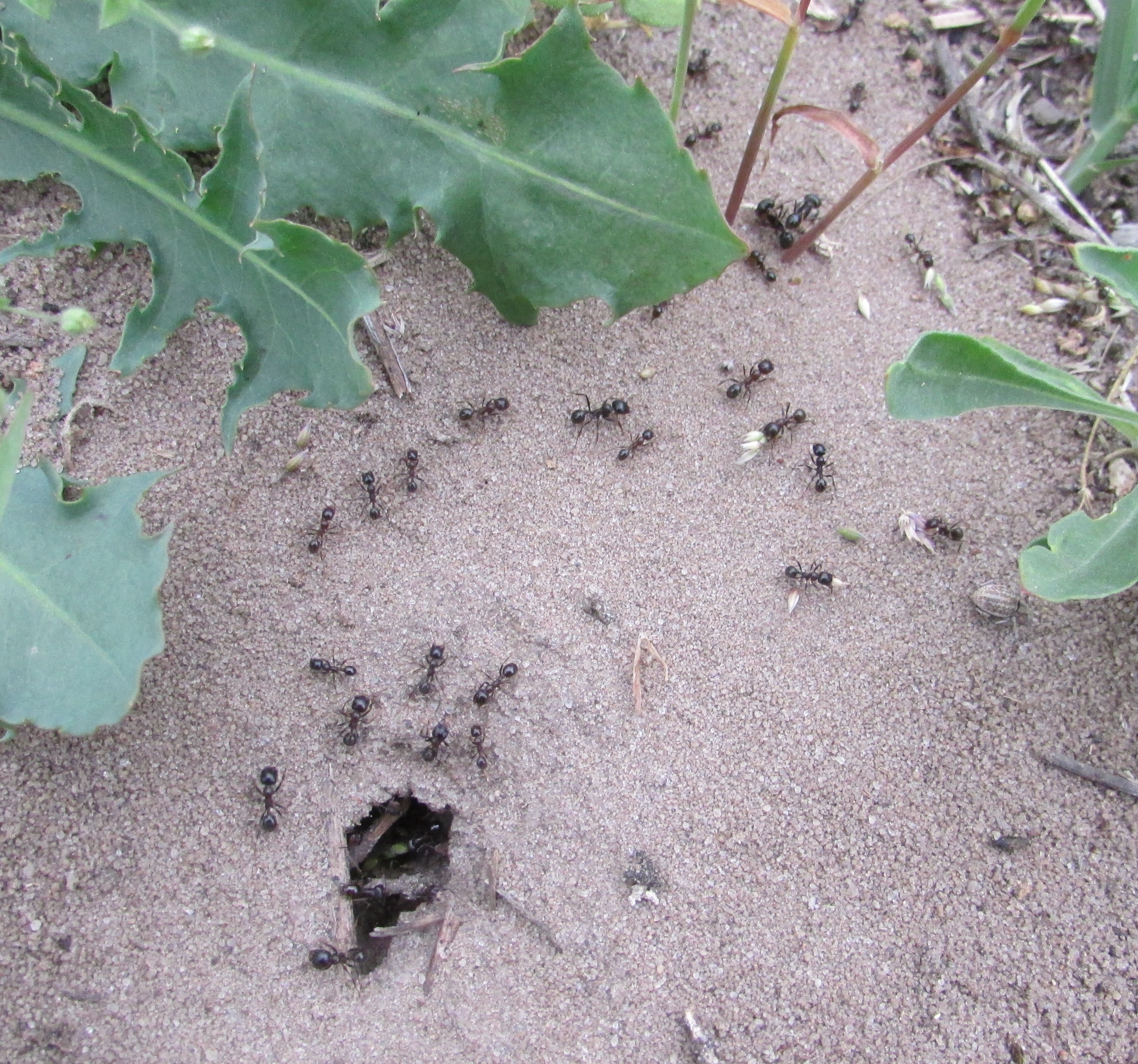
Гніздо мурашок женців. Добре видно насінини, які вони тягнуть до гнізда, та рештки насіння, навколо нього. Національний природний парк "Олешківські піски, травень 2021 року

Насіннєїдні мурахи середніх і дрібних розмірів, переважно аридного клімату, що будують гнізда у ґрунті (завглибшки до декількох метрів). Збір зерен проводиться здебільшого на землі (опалі зерна), зібрані зерна зберігаються мурахами в особливих камерах і за необхідності виносяться на просушування. Застосовуються в їжу після подрібнення їх жалами «солдат» на тістоподібної масу.
Утворюють моногінні сім'ї (близько 5000 особин) з розвиненим поліморфізмом особин (крупноголові солдати пов'язані проміжними переходами з меншими пропорційно складеними робочими). Незаймані цариці і самці зимують у мурашнику, в Палеарктиці — виліт навесні, що дозволяє цариці заснувати нову колонію в ще вологому ґрунті, і є пристосуванням до аридних місць проживання.

## Види
Станом на 2003 рік описано 112 видів:
- Messor abdelazizi Santschi, 1921
- Messor aciculatus (Smith, 1874)
- Messor aegyptiacus (Emery, 1878)
- Messor alexandri Tohme, 1981
- Messor andrei (Mayr, 1886)
- Messor angularis Santschi, 1928
- Messor antennatus Emery, 1908
- Messor aphaenogasteroides Pisarski, 1967
- Messor aralocaspius Ruzsky, 1902
- Messor arenarius (Fabricius, 1787)
- Messor atanassovii Atanassov, 1982
- Messor barbarus (Linnaeus, 1767)
- Messor beduinus Emery, 1922
- Messor berbericus Bernard, 1955
- Messor bernardi Cagniant, 1967
- Messor bouvieri Bondroit, 1918
- Messor buettikeri Collingwood, 1985
- Messor caducus (Victor, 1839)
- Messor capensis (Mayr, 1862)
- Messor capitatus (Latreille, 1798)
- Messor carthaginensis Bernard, 1980
- Messor caviceps (Forel, 1902)
- Messor celiae Reyes, 1985
- Messor cephalotes (Emery, 1895)
- Messor ceresis Santschi, 1934
- Messor chamberlini Wheeler, 1915
- Messor clypeatus Kuznetsov-Ugamsky, 1927
- Messor collingwoodi Bolton, 1982
- Messor concolor Santschi, 1927
- Messor decipiens Santschi, 1917
- Messor dentatus Santschi, 1927
- Messor denticornis Forel, 1910
- Messor denticulatus Santschi, 1927
- Messor diabarensis Arnol'di, 1969
- Messor ebeninus Santschi, 1927
- Messor excursionis Ruzsky, 1905
- Messor ferreri Collingwood, 1993
- Messor foreli Santschi, 1923
- Messor fraternus Ruzsky, 1905
- Messor galla (Mayr, 1904)
- Messor hebraeus Santschi, 1927
- Messor hellenius Agosti & Collingwood, 1987
- Messor himalayanus (Forel, 1902)
- Messor hispanicus Santschi, 1919
- Messor ibericus Santschi, 1931
- Messor incisus Stitz, 1923
- Messor incorruptus Kuznetsov-Ugamsky, 1929
- Messor inermis Kuznetsov-Ugamsky, 1929
- Messor instabilis (Smith, 1858)
- Messor intermedius Santschi, 1927
- Messor julianus (Pergande, 1894)
- Messor kasakorum Arnol'di, 1969
- Messor kisilkumensis Arnol'di, 1969
- Messor lamellicornis Arnol'di, 1968
- Messor lariversi (Smith, 1951)
- Messor lobicornis Forel, 1894
- Messor lobognathus Andrews, 1916
- Messor luebberti Forel, 1910
- Messor luridus Santschi, 1927
- Messor lusitanicus Tinaut, 1985
- Messor maculifrons Santschi, 1927
- Messor marikovskii Arnol'di, 1969
- Messor marocanus Santschi, 1927
- Messor medioruber Santschi, 1910
- Messor melancholicus Arnol'di, 1977
- Messor minor (Andre, 1883)
- Messor nahali Tohme, 1981
- Messor niloticus Santschi, 1938
- Messor oertzeni Forel, 1910
- Messor olegianus Arnol'di, 1969
- Messor orientalis (Emery, 1898)
- Messor perantennatus Arnol'di, 1969
- Messor pergandei (Mayr, 1886)
- Messor piceus Stitz, 1923
- Messor picturatus Santschi, 1927
- Messor planiceps Stitz, 1917
- Messor postpetiolatus Santschi, 1917
- Messor regalis (Emery, 1892)
- Messor reticuliventris Karavaiev, 1910
- Messor rufotestaceus (Foerster, 1850)
- Messor rufus Santschi, 1923
- Messor ruginodis Stitz, 1916
- Messor rugosus (Andre, 1881)
- Messor sanctus Emery, 1921
- Messor sculpturatus Carpenter, 1930
- Messor semirufus (Andre, 1883)
- Messor semoni (Forel, 1906)
- Messor smithi (Cole, 1963)
- Messor sordidus (Forel, 1892)
- Messor stoddardi (Emery, 1895)
- Messor striatellus Arnol'di, 1969
- Messor striaticeps (Andre, 1883)
- Messor striatifrons Stitz, 1923
- Messor striativentris Emery, 1908
- Messor structor (Latreille, 1798)
- Messor subgracilinodis Arnol'di, 1969
- Messor sultanus Santschi, 1917
- Messor syriacus Tohme, 1969
- Messor testaceus Donisthorpe, 1950
- Messor tropicorum Wheeler, 1922
- Messor turcmenochorassanicus Arnol'di, 1977
- Messor valentinae Arnol'di, 1969
- Messor variabilis Kuznetsov-Ugamsky, 1927
- Messor vaucheri Emery, 1908
- Messor vicinus Kuznetsov-Ugamsky, 1927
- Messor wasmanni Krausse, 1910